# Grupa polichromowana

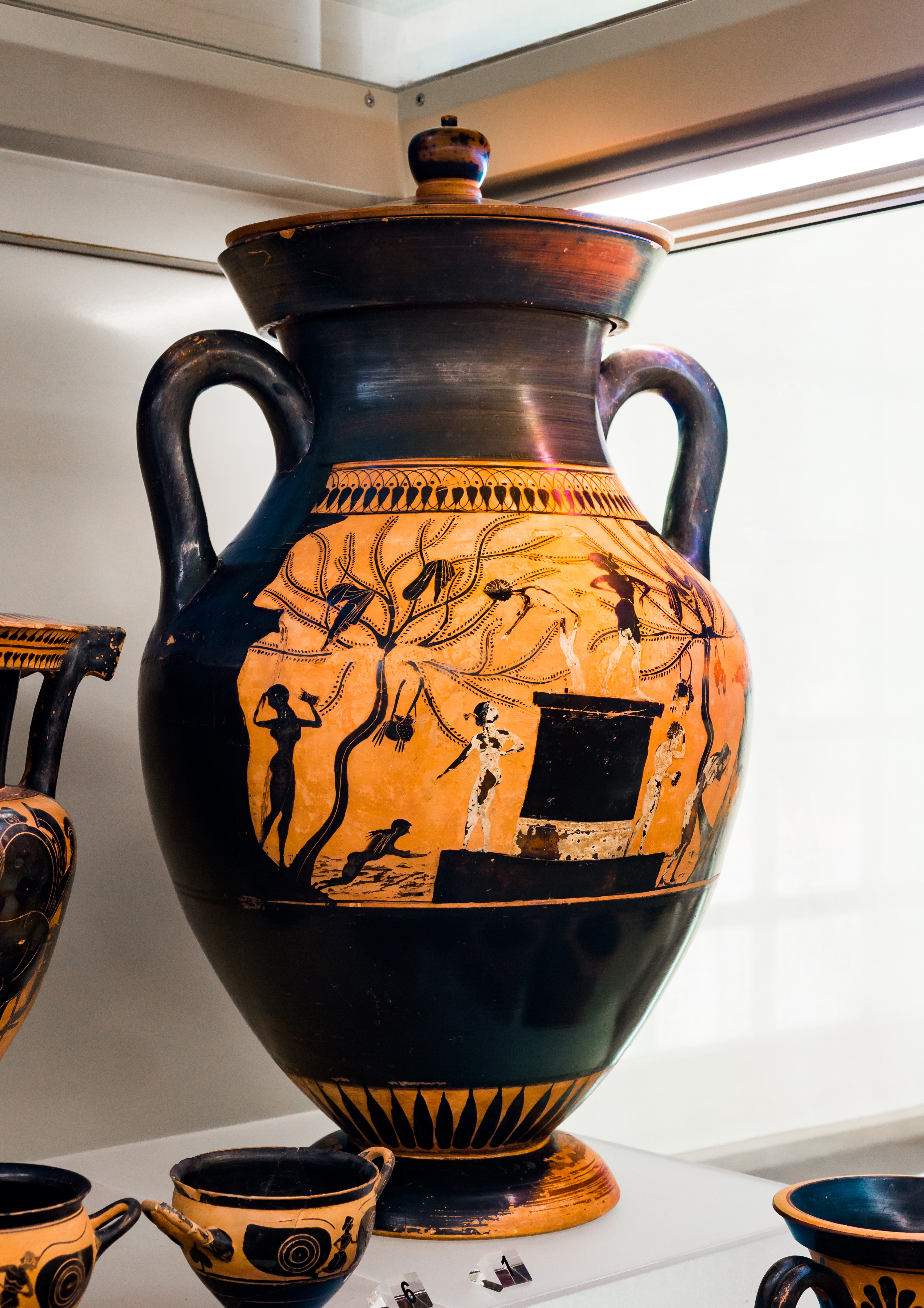
Waza z kręgu Monte Abbatone

Grupa polichromowana – grupa naczyń etruskich okresu późnoorientalizującego znajdowanych w pasie miejscowości etruskich od Wejów i Satricum, po Vulci. Nieznany jest ośrodek ich wyrobu, jednak rozmieszczenie poszczególnych znalezisk może wskazywać na Caere. Mogło też być tak, że główny ośrodek tworzył filie, np. w Tarkwinianach. Na pewno wyrabiano je w Vulci.
Do końca lat 70. XX wieku odkryto około 70 naczyń z tej grupy. Były to przede wszystkich dużych rozmiarów amfory szyjowe (ojnochoe) z trójdzielnym wylewem, choć znaleziono również talerze, pyksidy, alabastrony, czy kratery kolumienkowe. Cechuje je specyficzna technika zdobienia: na powierzchni pociągniętej czarnobrązowym lub jaśniejszym firnisem i podzielonej horyzontalnie pasami różnej szerokości o kolorze gliny, wyryto figuralne motywy dekoracyjne. Dzieła te cechuje eklektyzm, pewne elementy łączą je z ceramiką koryncką okresu przejściowego, a część pochodzi wprost ze sztuki wschodniogreckiej. Mogą być powiązane z kielichami z Chios, które obecne były w grobowcach etruskich i były podobnie ozdabiane. Dekoracja grupy ma również pewne cechy tradycji miejscowej, podobnie (lub silniej) akcentowane, jak u Malarza Brodatego Sfinksa.
W Grupie polichromowanej wyróżniono trzy zespoły twórców:
- Zespół Monte Abbatone, którego nazwę powzięto od cmentarzyska zlokalizowanego na północny wschód od Cereveti, gdzie doszło do znalezienia trzech amfor na polach, wyspecjalizowany w dziełach dużego formatu. Produkty tego kręgu to wielkie (nawet ponad pół metra wysokości), owalne naczynia o dużym brzuścu, niskiej szyjce z wklęsłym profilem oraz wylewie z ukośnie osadzonym brzegiem, połączonym z szerokimi, pionowymi uchwytami wspartymi na zaokrąglonych ramionach, optycznie przedłużających krzywiznę brzuśca. Wyróżniono tutaj kilku charakterystycznych malarzy, których nazwano Malarz Monte Abbatone (najbardziej znany), Malarz Marsigliana, Malarz Browna i Malarz Pętelek,
- Zespół Castellani, nazwany tak od typowej dla głównego malarza grupy naczynia typu olpe pozostającego w zbiorach Narodowego Muzeum Etruskiego. Krąg ten tworzył niewielkie naczynia, przede wszystkim aryballosy, najczęściej od 8 do 11 cm wysokie. Sztuka ta ma elementy zbieżne z wazami korynckimi późnego okresu przejściowego i sporo czerpała z naczyń wczesnokorynckich. Najwybitniejszy z kręgu, Malarz Castellani, mógł działać w ostatniej ćwierci VII w. p.n.e., najpewniej w Wejach. Nie był on wybitnym twórcą, a raczej skromnym dekoratorem,
- zespół nie łączący się formalnie z pozostałymi dwoma, mający cechy stylowe podobne do naczyń z Vulci, a zwłaszcza z wazami przynależnymi do cyklów "Olpai" oraz Wielkich Rozet. Może to wskazywać na Vulci, jako siedzibę kręgu. Najwybitniejszy w grupie był Malarz z Pescia Romana (jego dzieła znajdują się w ekspozycji florenckiego Muzeum Archeologicznego)[1].